# Kvarborätt
Kvarborätt är en lantmäteriterm som innebär rätt för en delägare i en by att behålla läget för sin gårdstomt i samband med ett jordskifte. Termen användes främst vid lantmäteriförrättningen laga skifte, som infördes i Sverige 1828. 
I äldre tid var ägorna som tillhörde en delägare i en by ofta splittrade på många mindre markområden. För att rationalisera den svenska jordbruksnäringen och åstadkomma en mer samlad ägostruktur infördes skifteslagstiftning från och med 1700-talets mitt genom storskifte, som efterhand följdes av enskifte och laga skifte. 
Vid laga skifte omfördelades ägorna inom det aktuella området ofta radikalt. Det kunde då hända att några delägares gårdstomter kom att tilldelas någon annan av byns delägare vid skiftet. Att ha sin hustomt på en annans ägor var inte tillåtet och i stället måste delägaren flytta sina byggnader till sina nya ägor. Det var lantmätaren och hans medhjälpare – gode män – som beslutade vilka av delägare som ålades att flytta sina byggnader och vilka som erhöll rätt att bo kvar. Erhållen rätt att behålla läget för sina byggnader vid ett jordskifte kallas kvarborätt. Motsatsen var utflyttningsskyldighet. 
Vid bedömningen av vilka gårdar som skulle erhålla kvarborätt fanns två kriterier. Viktigast för bedömningen var att ett ändamålsenligt skifte kunde ordnas, dvs. att fördelningen av byns områden gagnade jordbruket. I andra hand bedömde lantmätaren vilken delägare som hade den mest påkostade bebyggelsen. Exempelvis kunde en gård med flera och väl underhållna byggnader och en omfattande trädgård erhålla kvarborätt framför en gård med dåliga byggnader och lite trädgård. 
Det var inte självklart bara en fördel att erhålla kvarborätt. Många föredrog att flytta ut från en trång by av praktiska skäl. 